# Riu Missouri
El riu Missouri és el riu més llarg d'Amèrica del Nord i la via fluvial més important dels Estats Units. Neix a les muntanyes Rocoses, al sud-oest de Montana, i discorre cap a l'est i el sud al llarg de 3.767 km, fins que desemboca al riu Mississipí a Saint Louis (Missouri). Drena una conca poc poblada i de clima semiàrid d'1.370.000 km², la qual inclou parts de deu estats dels EUA i de dues províncies del Canadà. Encara que nominalment és considerat un tributari del Mississipí, el riu Missouri, per sobre de la confluència, és més llarg i porta un volum d'aigua comparable. Quan es combina amb el baix Mississipí constitueixen el quart sistema fluvial mundial.
El riu va definir aproximadament la frontera americana al segle xix, especialment aigües avall de Kansas City, on fa un fort gir a l'est fins al cor de l'estat de Missouri, una zona coneguda com el Boonslick. Com a primera àrea poblada pels europeus al llarg del riu, ho va ser en gran part per habitants del sud propietaris d'esclaus seguint la carretera de Boone's Lick. Els camins principals per a l'obertura de l'oest americà tenen tots els seus punts de partida al riu, inclosos els senders de Califòrnia, Mormon, Oregon i Santa Fe. El primer tram cap a l'oest del Pony Express va ser un ferri a través del Missouri a St. Joseph, Missouri. De la mateixa manera, la majoria dels emigrants van arribar al terme oriental del primer ferrocarril transcontinental mitjançant un viatge en ferri a través del Missouri entre Council Bluffs, Iowa i Omaha. El pont d'Annibal es va convertir en el primer pont a travessar el riu Missouri el 1869, i la seva ubicació va ser una de les principals raons per les quals Kansas City es va convertir en la ciutat més gran del riu aigües amunt de la seva desembocadura a St. Louis.

## Geologia

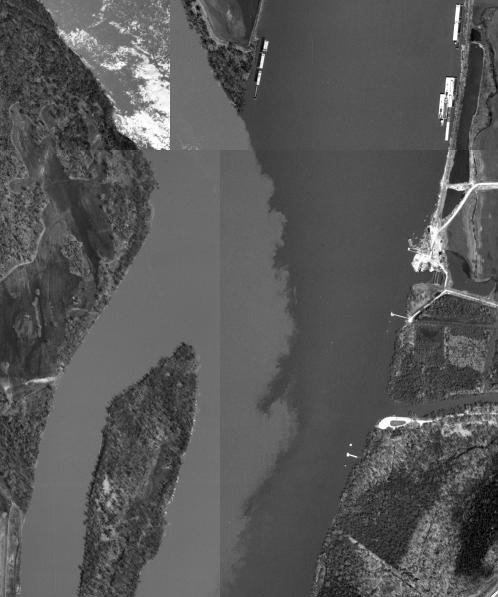
L'alt contingut de llim fa que el riu Missouri (esquerra) sigui notablement més lleuger que el riu Mississipí (dreta) a la seva confluència al nord de St. Louis.

Les Muntanyes Rocoses del sud-oest de Montana a la capçalera del riu Missouri van sorgir per primera vegada a l'orogènia de Laramide, un episodi de construcció de muntanyes que es va produir entre fa 70 i 45 milions d'anys (des del final del Mesozoic fins al Cenozoic primerenc). Aquesta orogènia va elevar les roques del Cretaci al llarg del costat occidental de la via marítima interior occidental, un vast mar poc profund que s'estenia des de l'oceà Àrtic fins al golf de Mèxic, i va dipositar els sediments que ara subjauen gran part de la conca de drenatge del riu Missouri. Aquest aixecament de Laramide va fer que el mar es retirés i va establir el marc d'un vast sistema de drenatge de rius que fluïen de les Muntanyes Rocoses i dels Apalatxes, el predecessor de l'actual conca hidrogràfica del Mississipí. L'orogènia de Laramide és essencial per a la hidrologia moderna del riu Missouri, ja que la neu i la fusió del gel de les Muntanyes Rocoses proporcionen la majoria del cabal al Missouri i els seus afluents.
Immediatament abans de la Glaciació del Quaternari, el riu Missouri probablement es va dividir en tres segments: una part superior que desguassava cap al nord a la badia de Hudson, i seccions mitjanes i inferiors que fluïen cap a l'est pel vessant regional. Quan la Terra es va submergir en l'Edat de Gel, una glaciació pre-Illinoiana (o possiblement la Illinoiana) va desviar el riu Missouri cap al sud-est cap a la seva confluència actual amb el Mississipí i va fer que s'integri en un únic sistema fluvial que talla el vessant regional. A l'oest de Montana, es creu que el riu Missouri va fluir una vegada al nord i després a l'est al voltant de les muntanyes Bear Paw. Els safirs es troben en uns quants punts al llarg del riu a l'oest de Montana. Els avenços de les capes de gel continentals van desviar el riu i els seus afluents, fent que s'agrupessin en grans llacs temporals com els Glacial Lakes Great Falls, Musselshell i altres. A mesura que els llacs augmentaven, l'aigua que hi havia en ells sovint s'abocava per les divisions de drenatge locals adjacents, creant canals i canals ara abandonats, inclòs el Shonkin Sag, de 160 km de llarg. Quan les glaceres es van retirar, el Missouri va fluir en un nou curs al llarg del costat sud dels Bearpaws, i la part baixa de l'afluent del riu Milk es va fer càrrec del canal principal original.
El malnom del Missouri, el Big Muddy, es va inspirar en les seves enormes càrregues de sediments o llim, uns quants dels més grans de qualsevol riu nord-americà. En el seu estat previ al desenvolupament, el riu en transportava entre 175 a 320 milions de tones per any. La construcció de preses i dics l'ha reduït dràsticament de 20 a 25 milions de tones en l'actualitat. Gran part d'aquest sediment es deriva de la plana inundable del riu, també anomenada cinturó de meandres; cada vegada que el riu canviava de curs, erosionaria tones de sòl i roques de les seves ribes. Tanmateix, l'embassament i la canalització del riu ha impedit que arribi a les seves fonts naturals de sediments al llarg de la major part del seu curs. Els embassaments al llarg de la trampa de Missouri aproximadament 36,4 milions de tones de sediments cada any. Malgrat això, el riu encara transporta més de la meitat del total de llim que desemboca al golf de Mèxic; el delta del riu Mississipí, format per dipòsits de sediments a la desembocadura del Mississipí, constitueix la majoria dels sediments transportats pel Missouri.

## Història
L'evidència arqueològica, especialment a Missouri, suggereix que els éssers humans van habitar per primera vegada la conca hidrogràfica del Missouri fa entre 10.000 i 12.000 anys al final del Pleistocè. Durant el final de l'últim període glacial, s'estaven produint grans migracions humanes, com les que passaven pel pont terrestre de Bering entre Amèrica i Euràsia. Durant segles, el riu Missouri va formar una d'aquestes vies migratòries principals. La majoria dels grups migratoris que van passar per la zona es van establir finalment a la vall de l'Ohio i a la baixa vall del riu Mississipi, però molts, inclosos els constructors de Mound, es van quedar al llarg del Missouri, convertint-se en els avantpassats dels posteriors pobles indígenes de les Grans Planes.

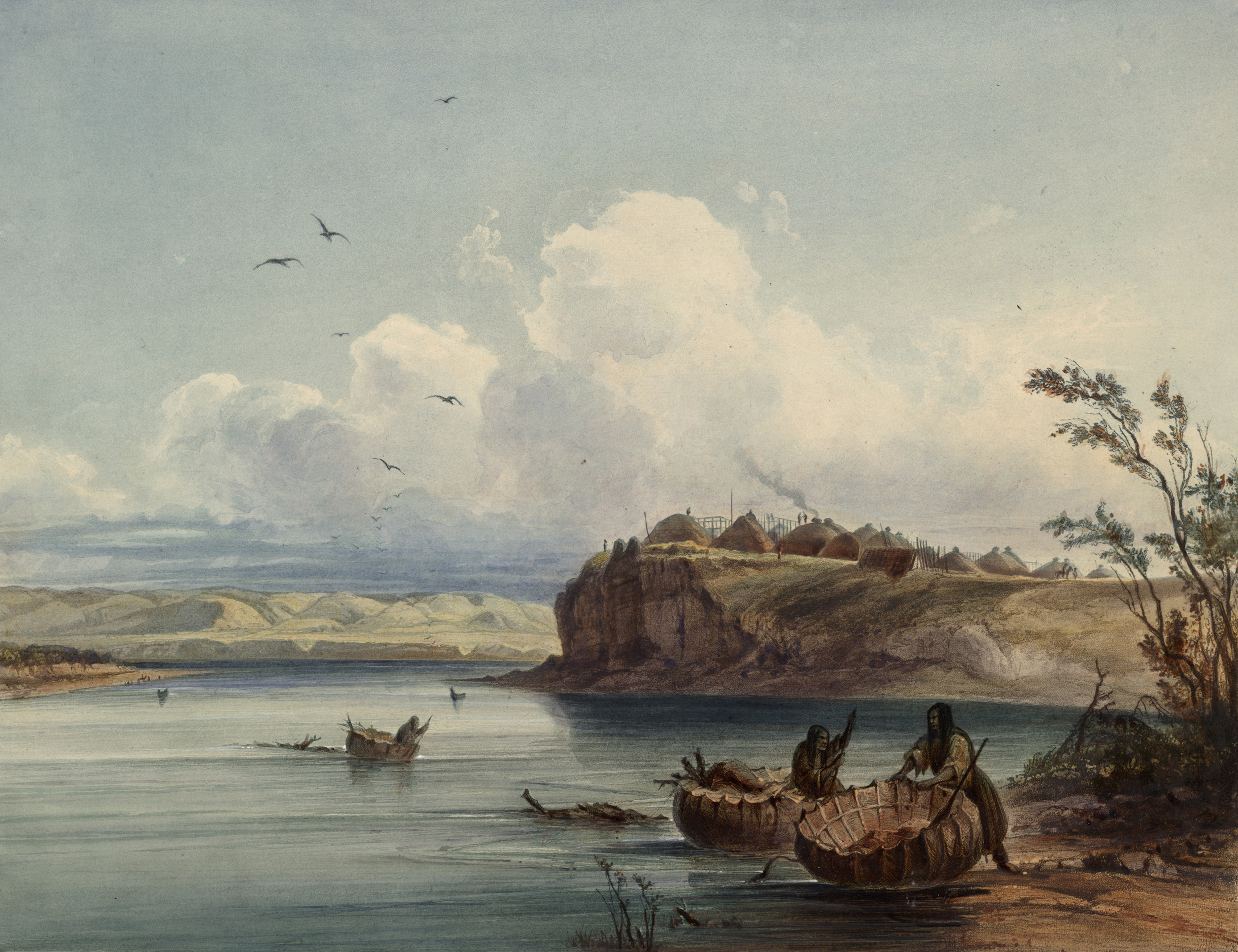
Karl Bodmer, A Mandan Village, c. 1840–1843

Històricament els pobles indígenes d'Amèrica del Nord que han viscut al llarg del Missouri han tingut accés a un ampli menjar, aigua i refugi. Molts animals migratoris habiten de manera natural a la zona de les planes. Abans que fossin caçats pels colons i els nadius americans, aquests animals, com el búfal, proporcionaven carn, roba i altres articles quotidians; també hi havia grans zones de ribera a la plana inundable del riu que proporcionaven hàbitat per a herba i altres aliments bàsics. No existeixen registres escrits de les tribus i pobles del període de contacte pre-europeu perquè encara no feien servir l'escriptura. Segons els escrits dels primers colons, algunes de les tribus principals al llarg del riu Missouri incloïen els otoe, missouria, omaha, ponca, brulé, lakota, arikares, hidatses, mandans, assiniboines, atsina i blackfoot.
En aquesta època precolonial i primerenca, el riu Missouri es va utilitzar com a camí de comerç i transport, i el riu i els seus afluents sovint formaven límits territorials. La majoria dels pobles indígenes de la regió en aquell moment tenien cultures seminòmades, amb moltes tribus que mantenien diferents campaments d'estiu i d'hivern. No obstant això, el centre de la riquesa i el comerç dels nadius americans es trobava al llarg del Missouri, a la regió de dakotes, al seu gran revolt cap al sud. Un gran grup de pobles emmurallats de mandan, hidatsa i arikara situats als penya-segats i les illes del riu va ser la llar de milers de persones, i més tard va servir com a mercat i lloc comercial utilitzat pels primers exploradors i comerciants de pells francesos i britànics. Després de la introducció de cavalls a les tribus del riu Missouri, possiblement de poblacions salvatges introduïdes per Europa, la forma de vida dels nadius va canviar dràsticament. L'ús del cavall els permetia recórrer distàncies més grans, i facilitava així la caça, les comunicacions i el comerç.
Una vegada, desenes de milions de bisons (comunament anomenats búfals), una de les espècies clau de les Grans Planes i la vall d'Ohio, vagaven per les planes de la conca del riu Missouri. La majoria de les nacions natives americanes de la conca confiaven molt en el bisó com a font d'aliment, i les seves pells i ossos servien per crear altres articles per a la llar. Amb el temps, l'espècie es va beneficiar de les cremes controlades periòdiques dels pobles indígenes de les praderies que envolten el Missouri per netejar el creixement antic i mort. La gran població de bisons de la regió va donar lloc al terme gran cinturó de bisons, una àrea de riques praderies anuals que s'estenia des d’Alaska fins a Mèxic al llarg del flanc oriental de la divisòria continental. No obstant això, després de l'arribada dels europeus a Amèrica del Nord, tant el bisó com els nadius americans van veure un ràpid descens de la població. L'excés de caça esportiva per part dels colons va eliminar les poblacions de bisons a l'est del riu Mississipi el 1833 i va reduir el nombre a la conca de Missouri a només uns quants centenars. Les malalties estrangeres portades pels colons, com la verola, van fer estralls per tota la terra, delmant les poblacions natives americanes. Quedats sense la seva font principal de subsistència, molts dels indígenes restants es van veure obligats a les zones de reassentament i reserves, sovint a punta de pistola.

## Els primers exploradors europeus

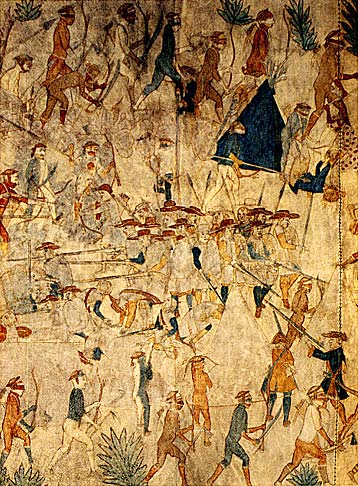
Massacre de l'expedició de Villasur, pintada c. 1720

El maig de 1673, l'explorador francocanadenc Louis Jolliet i l'explorador francès Jacques Marquette van abandonar l'assentament de St. Ignace al llac Huron i van viatjar pels rius Wisconsin i Mississipí amb l'objectiu d'arribar a l'oceà Pacífic. A finals de juny, Jolliet i Marquette es van convertir en els primers descobridors europeus documentats del riu Missouri, que segons els seus diaris estava en plena inundació. «Mai vaig veure res més fantàstic», va escriure Jolliet, «un embolcall d'arbres sencers des de la desembocadura del Pekistanoui [Missouri] amb tanta impetuositat que no es podia intentar travessar-lo sense gran perill. L'enrenou era tal que l'aigua s'enfangava i no es va poder netejar». Van gravar Pekitanoui o Pekistanoui com el nom local del Missouri. Tanmateix, el grup mai va explorar el Missouri més enllà de la seva desembocadura, ni es va quedar a la zona. A més, més tard es van assabentar que el Mississipí desguassavs al golf de Mèxic i no al Pacífic com havien suposat originalment; l'expedició va tornar enrere uns 708 km a prop del golf a la confluència del riu Arkansas amb el Mississipí.
El 1682, França va ampliar les seves reivindicacions territorials a Amèrica del Nord per incloure terres al costat occidental del riu Mississipí, que incloïa la part baixa del Missouri. No obstant això, el mateix Missouri va romandre formalment inexplorat fins que Étienne de Veniard, Sieur de Bourgmont, va comandar una expedició el 1714 que va arribar almenys fins a la desembocadura del riu Platte. No és clar fins a quin punt va viatjar Bourgmont més enllà d'allà; va descriure els mandans de cabell ros als seus diaris, per la qual cosa és probable que arribés fins als seus pobles a l'actual Dakota del Nord. Més tard aquell mateix any, Bourgmont va publicar The Route To Be Taken To Ascend The Missouri River, el primer document conegut que va utilitzar el nom de Riu Missouri; molts dels noms que va donar als afluents, majoritàriament de les tribus natives que vivien al seu costat, encara es mantenen en ús. Els descobriments de l'expedició finalment van trobar el seu camí fins al cartògraf Guillaume Delisle, que va utilitzar la informació per crear un mapa del baix Missouri. El 1718, Jean-Baptiste Le Moyne, Sieur de Bienville va demanar que el govern francès atorgués a Bourgmont la Creu de Sant Lluís a causa del seu servei excepcional a França.
De fet, Bourgmont havia tingut problemes amb les autoritats colonials franceses des de 1706, quan va abandonar el seu lloc de comandant de Fort Detroit després de gestionar malament un atac d’Ottawes que va provocar trenta-un morts. No obstant això, la seva reputació va millorar el 1720 quan el Pawnee, que abans havia estat amic de Bourgmont, va massacrar l’expedició espanyola de Villasur prop de l'actual Columbus, Nebraska, al riu Missouri, posant fi temporalment a la invasió espanyola a la Louisiana francesa.
Bourgmont va establir Fort Orleans, el primer assentament europeu de qualsevol tipus al riu Missouri, prop de l'actual Brunswick, Missouri, el 1723. L'any següent Bourgmont va dirigir una expedició per aconseguir el suport dels comanxes contra els espanyols, que van continuar mostrant interès a fer-se càrrec del Missouri. El 1725 Bourgmont va portar els caps de diverses tribus del riu Missouri a visitar França. Allà va ser elevat al rang de noblesa i no va acompanyar els caps de tornada a Amèrica del Nord. Fort Orleans va ser abandonat o el seu petit contingent va ser massacrat pels nadius americans el 1726.
La Guerra franco-índia va esclatar quan les disputes territorials entre França i Gran Bretanya a Amèrica del Nord van arribar a un punt culminant el 1754. El 1763, l'exèrcit francès a Amèrica del Nord havia estat derrotat per una força combinada britànica-americana i es va veure obligat a demanar la pau. En el Tractat de París, França va cedir les seves possessions canadenques als britànics, guanyant Louisiana als espanyols a canvi. Inicialment, els espanyols no van explorar àmpliament el Missouri i van deixar que els comerciants francesos continuïn les seves activitats sota llicència. No obstant això, això va acabar després que les notícies d'incursions de caçadors que treballaven per a la Companyia de la Badia de Hudson a la conca hidrogràfica superior del riu Missouri es van tornar després d'una expedició de Jacques D'Eglise a principis de la dècada de 1790. El 1795 els espanyols van noliejar la Companyia de Descobridors i Exploradors del Missouri, popularment coneguda com la Companyia de Missouri, i van oferir una recompensa per a la primera persona que arribés a l'oceà Pacífic a través del Missouri. Els anys 1794 i 1795, les expedicions dirigides per Jean-Baptiste Truteau i Antoine Simon Lecuyer de la Jonchšre ni tan sols van arribar tan al nord com els pobles de Mandan al centre de Dakota del Nord.
Sens dubte, la més reeixida de les expedicions de la Companyia de Missouri va ser la de James MacKay i John Evans. Els dos van partir al llarg del Missouri i van establir Fort Charles a uns 32 km al sud de l'actual Sioux City com a campament d'hivern el 1795. Als pobles Mandan de Dakota del Nord, van expulsar per la força a diversos comerciants britànics, i mentre parlaven amb la població van assenyalar la ubicació del riu Yellowstone, que els francesos van anomenar Roche Jaune ('Roca groga'). Encara que MacKay i Evans no van aconseguir el seu objectiu original d'arribar al Pacífic, van crear el primer mapa precís de la part superior del riu Missouri.
El 1795, els joves Estats Units i Espanya van signar el Tractat de Madrid, que reconeixia els drets nord-americans de navegar pel riu Mississipí i emmagatzemar mercaderies per a l'exportació a Nova Orleans. Tres anys més tard, Espanya va revocar el tractat i el 1800 va tornar secretament Louisiana a la França napoleònica en el Tercer Tractat de Sant Ildefons. Aquest trasllat va ser tan secret que els espanyols van continuar administrant el territori. El 1801, Espanya va restaurar els drets d'ús del Mississipí i Nova Orleans als Estats Units.

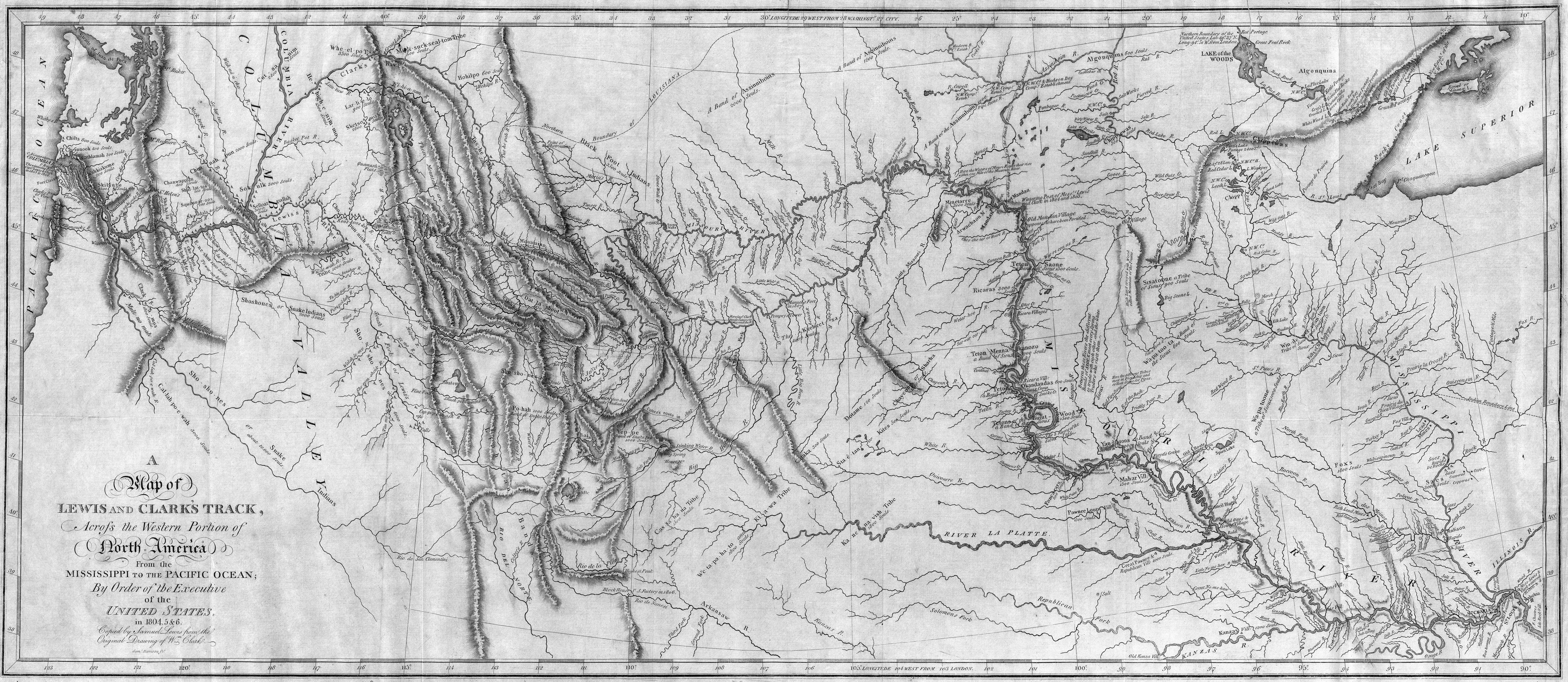
Mapa de l'oest d'Amèrica del Nord dibuixat per Lewis i Clark

Tement que els canvis es poguessin tornar a produir, el president Thomas Jefferson va proposar comprar el port de Nova Orleans a França per 10 milions de dòlars. En canvi, davant una crisi de deute, Napoleó es va oferir a vendre la totalitat de Louisiana, inclòs el riu Missouri, per 15 milions - que eren a menys de 3 ¢ per acre. L'acord es va signar el 1803, duplicant la mida dels Estats Units amb l'adquisició del territori de Louisiana. L'any 1803, Jefferson va instruir Meriwether Lewis per explorar el Missouri i buscar una ruta aquàtica cap a l'oceà Pacífic. Aleshores, s'havia descobert que el sistema del riu Columbia, que desguassa al Pacífic, tenia una latitud similar a la capçalera del riu Missouri, i es creia àmpliament que existia una connexió o un port curt entre ambdós. Tanmateix, Espanya es va oposar a la presa de possessió, citant que mai havien tornat formalment Louisiana als francesos. Les autoritats espanyoles van advertir a Lewis que no fes el viatge i li van prohibir veure el mapa MacKay i Evans del Missouri, tot i que Lewis finalment va aconseguir accedir-hi.
Meriwether Lewis i William Clark van començar la seva famosa expedició el 1804 amb un grup de trenta-tres persones en tres vaixells. Encara que es van convertir en els primers europeus a recórrer tota la longitud del Missouri i arribar a l'oceà Pacífic a través del Colòmbia, no van trobar cap rastre del pas del nord-oest. Els mapes fets per Lewis i Clark, especialment els de la regió del nord-oest del Pacífic, van proporcionar una base per als futurs exploradors i emigrants. També van negociar relacions amb nombroses tribus natives americanes i van escriure amplis informes sobre el clima, l'ecologia i la geologia de la regió. Molts noms actuals de característiques geogràfiques a la conca superior de Missouri es van originar a partir de la seva expedició.

## Frontera americana

### Comerç de pells

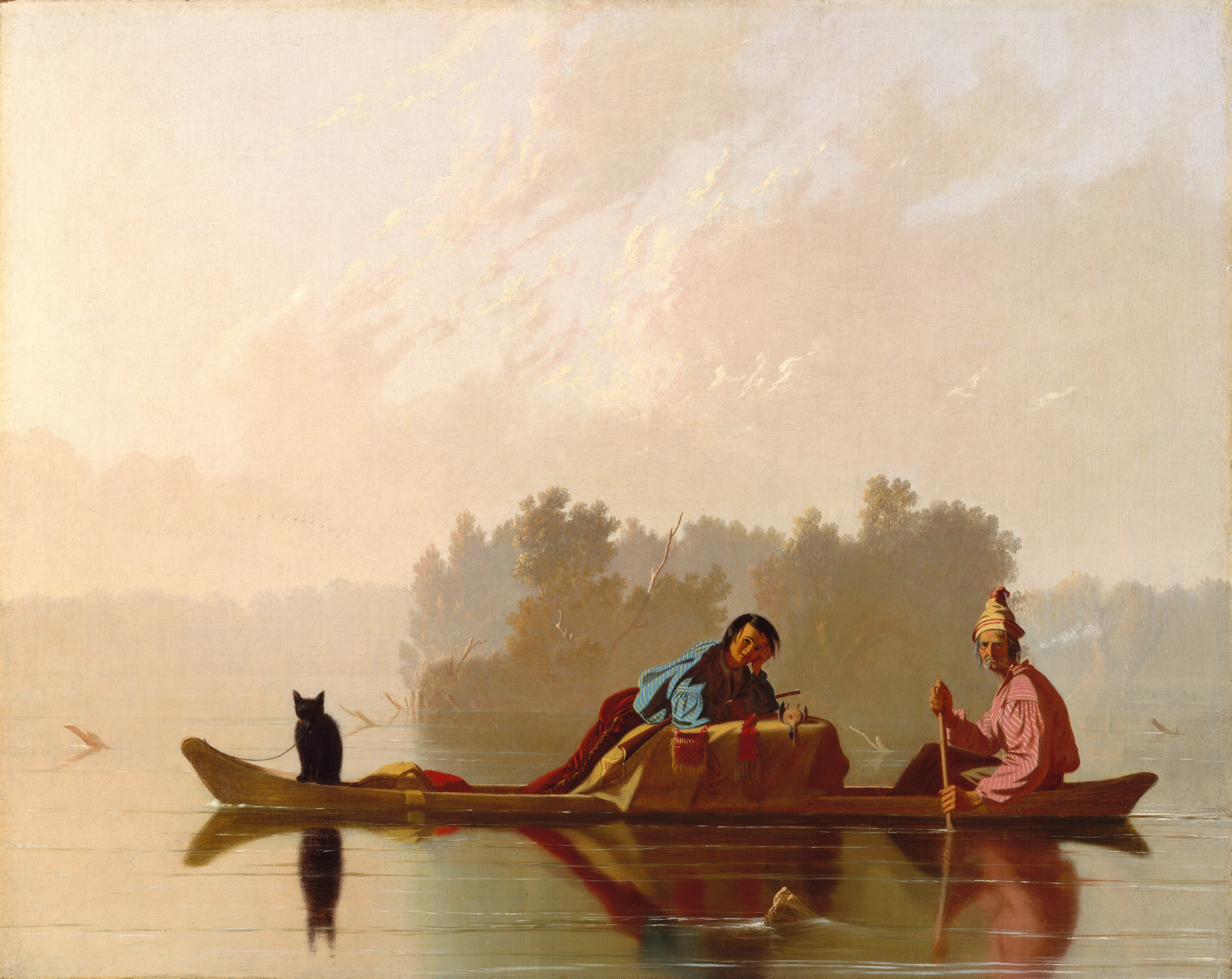
Comerciants de pells al riu Missouri, pintat per George Caleb Bingham c. 1845

Ja al segle xviii, els caçadors de pells van entrar a l'extrem nord de la conca del riu Missouri amb l'esperança de trobar poblacions de castors i llúdrigues de riu, la venda de les pells va impulsar el pròsper comerç de pells nord-americà. Venien de molts llocs diferents: uns quants de les corporacions de pells canadenques a la badia d'Hudson, uns quants del nord-oest del Pacífic i uns quants del mig oest dels Estats Units. La majoria no es van quedar gaire temps a la zona, ja que no van trobar recursos importants.
Els primers informes brillants de països rics amb milers d'animals de caça van arribar el 1806 quan Meriwether Lewis i William Clark van tornar de la seva expedició de dos anys. Els seus diaris descriuen terres abundantment proveïdes de milers de búfals, castors i llúdrigues de riu; i també una abundant població de llúdrigues marines a la costa nord-oest del Pacífic. El 1807, l'explorador Manuel Lisa va organitzar una expedició que portaria al creixement explosiu del comerç de pells al país superior del riu Missouri. Lisa i la seva tripulació van viatjar pels rius Missouri i Yellowstone, intercanviant articles manufacturats a canvi de pells de tribus natives americanes locals, i van establir un fort a la confluència del Yellowstone i un afluent, el Bighorn, al sud de Montana. Tot i que el negoci va començar petit, ràpidament es va convertir en un comerç pròsper.
Els homes de Lisa van començar la construcció de Fort Raymond, que es trobava en un cingle que dominava la confluència de Yellowstone i Bighorn, a la tardor de 1807. La fortalesa serviria principalment com a lloc comercial per intercanviar pells amb els nadius americans. Aquest mètode era diferent al del comerç de pells del nord-oest del Pacífic, que implicava caçadors contractats per les diferents empreses de pells, concretament la Companyia de la Badia de Hudson. Fort Raymond va ser substituït més tard per Fort Lisa a la confluència del Missouri i Yellowstone a Dakota del Nord; un segon fort també anomenat Fort Lisa es va construir aigües avall al riu Missouri a Nebraska. L'any 1809 la Lisa va fundar la St. Louis Missouri Fur Company juntament amb William Clark i Pierre Choteau, entre d'altres. El 1828, la American Fur Company va fundar Fort Union a la confluència dels rius Missouri i Yellowstone. Fort Union es va convertir gradualment en la seu principal del comerç de pells a la conca superior de Missouri.

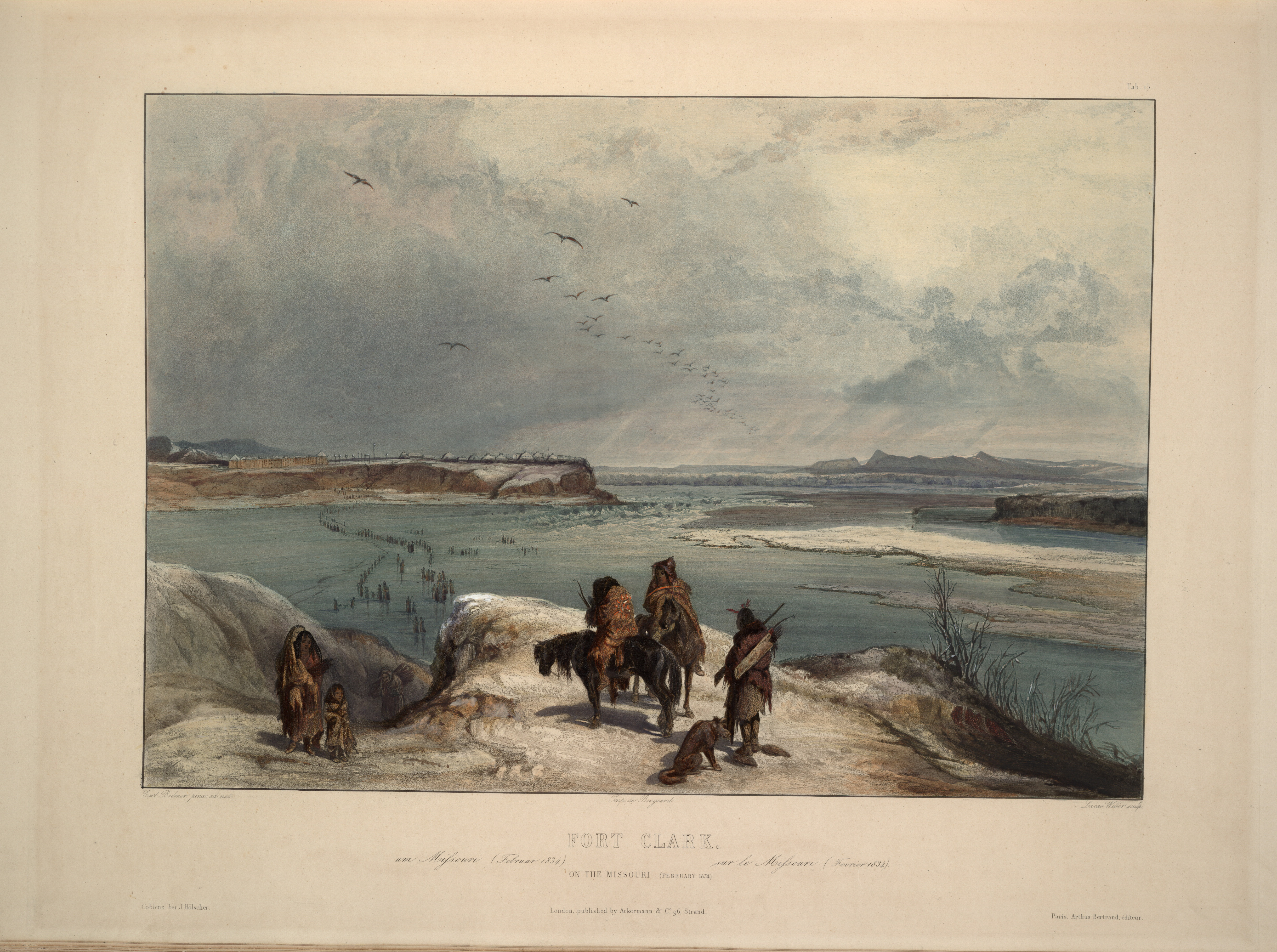
Fort Clark al Missouri el febrer de 1834, pintat per Karl Bodmer

Les activitats de captura de pells a principis del segle xix abastaven gairebé totes les Muntanyes Rocoses tant als vessants oriental com occidental. Trappers of the Hudson's Bay Company, St. Louis Missouri Fur Company, American Fur Company, Rocky Mountain Fur Company, North West Company i altres equips treballaven milers de rius a la conca hidrogràfica de Missouri, així com a les veïnes Columbia, Colorado, Arkansas i Saskatchewan. sistemes fluvials. Durant aquest període, els caçadors, també anomenats homes de muntanya, van obrir senders a través del desert que més tard formarien els camins que els pioners i els colons recorrerien cap a l'oest. El transport dels milers de pells de castor requeria vaixells, proporcionant un dels primers grans motius per començar el transport fluvial al Missouri.
A mesura que s'acabava la dècada de 1830, la indústria de la pell va començar a morir lentament, ja que la seda va substituir la pell de castor com a peça de roba desitjable. En aquest moment, també, la població de castors dels rius de les Muntanyes Rocoses havia estat delmada per una intensa caça. A més, els atacs freqüents dels nadius americans als llocs comercials el feien perillós per als empleats de les empreses de pells. En algunes regions, la indústria va continuar fins ben entrada la dècada de 1840, però en altres com la vall del riu Platte, la disminució de la població de castors va contribuir a una desaparició anterior. El comerç de pells va desaparèixer finalment a les Grans Planes al voltant de 1850, amb el centre principal de la indústria traslladant-se a la vall del Mississipí i al centre del Canadà. Malgrat la desaparició del comerç abans pròsper, però, el seu llegat va portar a l'obertura de l'oest americà i una riuada de colons, grangers, ramaders, aventurers, esperançadors, desafectats econòmicament i empresaris van ocupar el seu lloc.

### Pobladors i pioners

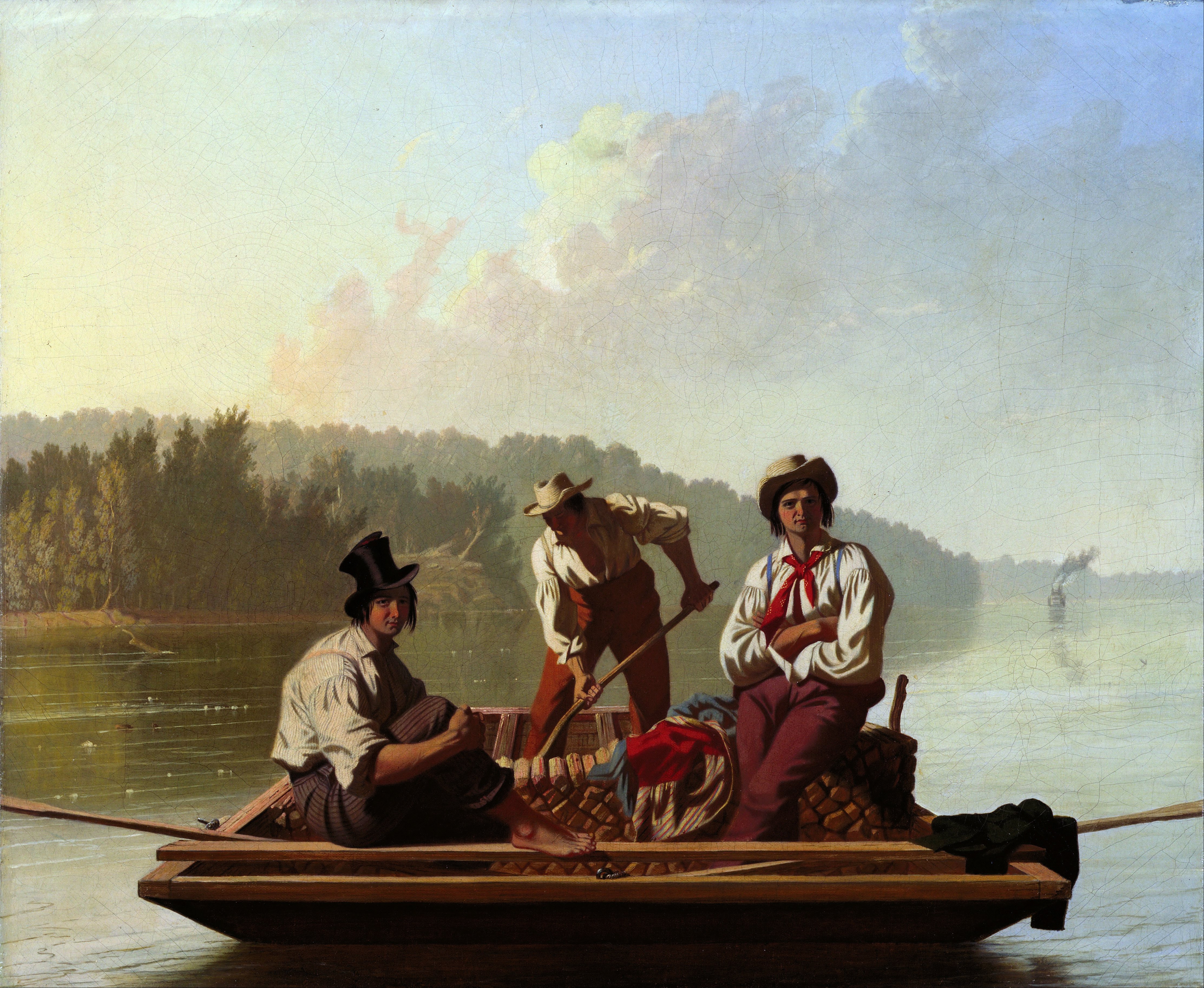
Barquers al Missouri c. 1846

Fidel a l'aleshores ideal de Destí Manifest, més de 500.000 persones van partir de la ciutat fluvial d’Independence, Missouri, cap a les seves diferents destinacions a l'oest americà des de la dècada de 1830 fins a la de 1860. Aquestes persones tenien moltes raons per embarcar-se en aquest extenuant viatge d'un any: crisi econòmica i posteriors onades per buscar or, com ara la febre de l'or de Califòrnia. Per a la majoria, la ruta els va portar pel Missouri fins a Omaha, Nebraska, on marxarien al llarg del riu Platte, que flueix des de les Muntanyes Rocoses de Wyoming i Colorado cap a l'est a través de les Grans Planes. Una primera expedició dirigida per Robert Stuart des del 1812 fins al 1813 va demostrar que el Platte era impossible de navegar amb les canoes que utilitzaven, i molt menys pels grans vehicles laterals i popa que més tard recorrerien el Missouri en nombre creixent. Un explorador va comentar que el Platte era massa gruixut per beure, massa prim per llaurar. No obstant això, el Platte va proporcionar una font d'aigua abundant i fiable per als pioners mentre es dirigien cap a l'oest. Els vagons coberts, coneguts popularment com a goletes de la prada, van ser el principal mitjà de transport fins a l'inici del servei regular de vaixells al riu a la dècada de 1850.
Durant la dècada de 1860, les mines d'or a Montana, Colorado, Wyoming i el nord d'Utah van atreure una altra onada d'esperança a la regió. Tot i que algunes mercaderies es transportaven per terra, la majoria del transport cap a i des dels camps d'or es feia a través dels rius Missouri i Kansas, així com el riu Snake a l'oest de Wyoming i el riu Bear a Utah, Idaho i Wyoming. S'estima que més del 80 % dels passatgers i mercaderies transportades del Midwest a Montana ho van fer amb vaixell, un viatge que va durar 150 dies en sentit riu amunt. Una ruta més directament a l'oest a Colorado es trobava al llarg del riu Kansas i el seu afluent, el riu Republicà, així com un parell de rius més petits de Colorado, Big Sandy Creek i el riu South Platte, fins a prop de Denver. Les febres de l'or van precipitar la decadència del Bozeman Trail com a ruta d'emigració popular, ja que passava per terres controlades pels nadius americans sovint hostils. Es van obrir camins més segurs cap al Gran Llac Salat prop de Corinne, Utah, durant el període de la febre de l'or, que va conduir a l'assentament a gran escala de la regió de les Muntanyes Rocalloses i la Gran Conca oriental.

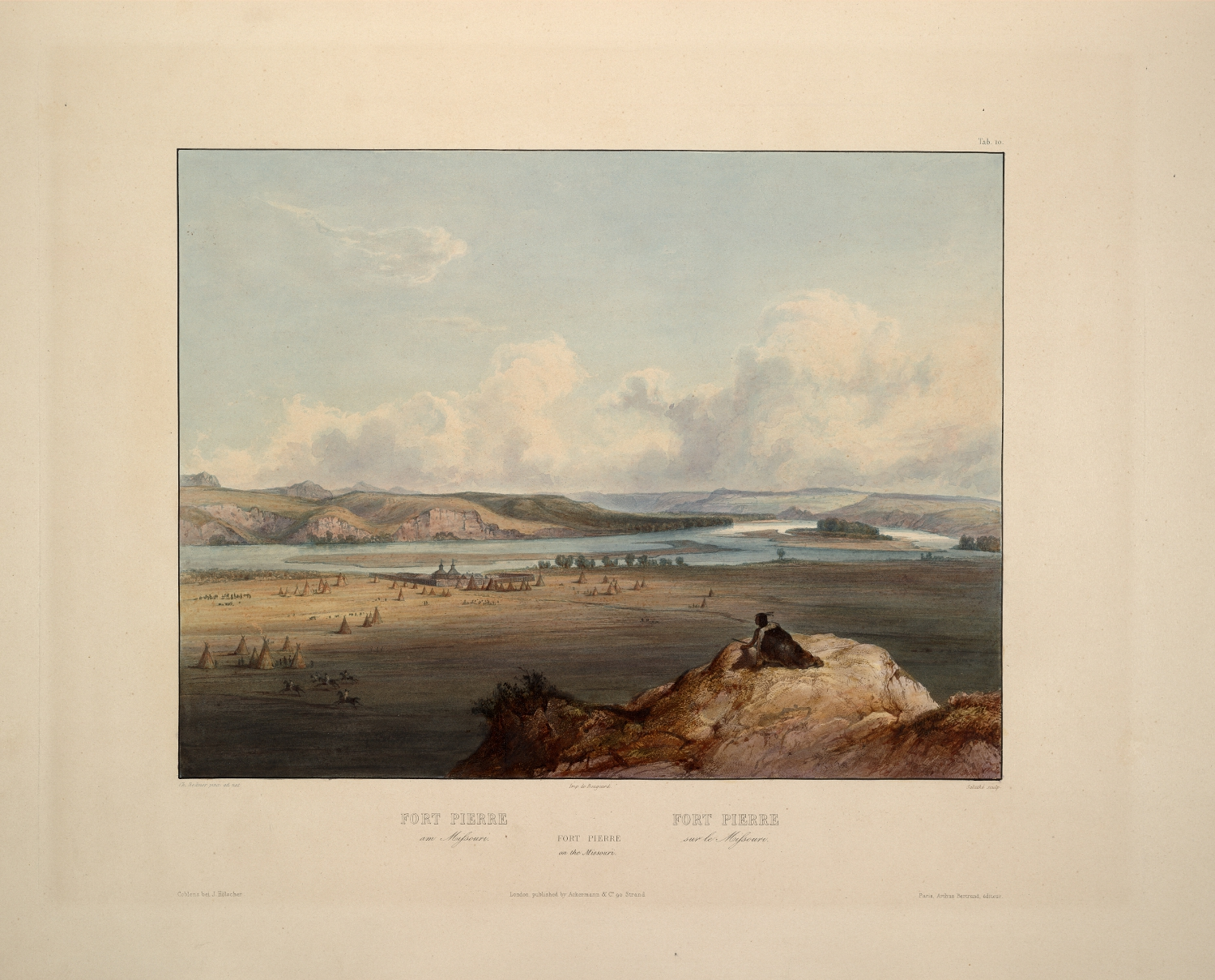
Karl Bodmer, Fort Pierre i la prada adjacent, c. 1833, - el riu, els cingleres del riu i la plana inundable es representen al voltant de l'assentament fort

A mesura que els colons van expandir les seves propietats a les Grans Planes, es van enfrontar a conflictes terrestres amb tribus natives americanes. Això va donar lloc a freqüents incursions, massacres i conflictes armats, que van portar al govern federal a crear múltiples tractats amb les tribus de les Planes, que generalment implicaven establir fronteres i reservar terres per als indígenes. Com passa amb molts altres tractats entre els Estats Units i els nadius americans, aviat es van trencar, donant lloc a grans guerres. Es van lliurar més de 1.000 batalles, grans i petites, entre l'exèrcit estatunidenc i els nadius americans abans que les tribus fossin obligades a sortir de la seva terra cap a les reserves.
Els conflictes entre nadius i colons per l'obertura del camí Bozeman a les Dakotas, Wyoming i Montana van portar a la Guerra del Núvol Roig, en la qual els lakota i els xeiene van lluitar contra l'exèrcit estatunidenc. La lluita va donar lloc a una victòria completa dels nadius americans. El 1868, es va signar el Tractat de Fort Laramie, que garantia l'ús dels Black Hills, Territori del riu Powder i altres regions que envolten el nord del riu Missouri als nadius americans sense intervenció blanca. El riu Missouri també va ser una fita important ja que divideix el nord-est de Kansas de l'oest de Missouri; Les forces pro-esclavitud de Missouri travessarien el riu cap a Kansas i desencadenarien el caos durant Bleeding Kansas, provocant una tensió i hostilitat contínues fins i tot avui entre Kansas i Missouri. Un altre compromís militar significatiu al riu Missouri durant aquest període va ser la batalla de Boonville de 1861, que no va afectar els nadius americans sinó que va ser un punt d'inflexió en la Guerra Civil dels Estats Units que va permetre a la Unió prendre el control del transport al riu, descoratjant l'estat de Missouri d'unir-se a la Confederació.
Tanmateix, la pau i la llibertat dels nadius americans no va durar gaire. La Guerra de les Black Hills es va desencadenar quan els miners nord-americans van descobrir or als Black Hills de l'oest de Dakota del Sud i l'est de Wyoming. Aquestes terres van ser originalment reservades per a l'ús dels nadius americans pel Tractat de Fort Laramie. Quan els colons es van introduir a les terres, van ser atacats pels nadius americans. Les tropes nord-americanes van ser enviades a la zona per protegir els miners i expulsar els nadius dels nous assentaments. Durant aquest període sagnant, tant els nadius americans com l'exèrcit estatunidenc van guanyar victòries en batalles importants, que van provocar la pèrdua de prop d'un miler de vides. La guerra finalment va acabar amb una victòria estatunidenca i els Black Hills es van obrir a l'assentament. Els nadius americans d'aquesta regió van ser traslladats a les reserves de Wyoming i el sud-est de Montana.

## Descripció del curs
El riu Missouri es forma a partir de la unió de tres rius —Jefferson, Gallatin i Madison, originaris del Parc Nacional de Yellowstone— a una altitud de 1.200 m sobre el nivell del mar prop de Three Forks (Montana). D'aquesta manera, el riu Missouri té pròpiament una longitud de 3.767 km. D'altres fonts, tanmateix, consideren la longitud combinada del Missouri amb el riu Red Rock, que és el curs superior del Jefferson. En aquest darrer cas, el sistema Missouri-Red Rock té una longitud total de 4.090 km.
A les altes planes de Montana, anomenades també l'altiplà del Missouri, el curs del riu està orientat d'oest a est. Per la riba dreta rep nombrosos afluents, nascuts tots ells als peus o a l'interior de les Rocoses, el més important dels quals és el Yellowstone. El riu Missouri, en travessar aquestes planúries tallades en badlands, antigament transportava enormes quantitats de llot, per la qual cosa se l'anomenava Big Muddy. Actualment, però, la quantitat de sediment és molt menor degut a les preses construïdes al llarg del seu recorregut.
A partir de Williston (Dakota del Nord) pren la direcció sud-est i rep les aportacions d'altres afluents per la dreta, com ara el Platte i el Kansas. El Missouri, finalment, s'uneix al Mississipí a pocs quilòmetres al nord de Saint Louis.

## Règim fluvial
El règim fluvial del Missouri es ressent de l'aridesa de la conca. El cabal mínim és de 120 m³/s i el màxim de 25.500 m³/s. A la confluència amb el Mississipí el seu cabal és, de mitjana, de 1.825 m³/s, que és inferior al cabal del Mississipí tot i tenir una conca tres vegades més gran. Només la fusió primaveral de la neu de les Rocoses assegura la seva alimentació.
Els seus afluents més importants són els de la dreta: el Yellowstone té un règim de fusió nival a l'abril i el maig, pluges fortes al juny i un hivern sec; el Platte —amb dues branques que procedeixen de les planes altes de Wyoming i de la serralada de Front Range— i el Kansas —que travessa l'estat del mateix nom des de Colorado— porten aigües molt escasses en proporció a llur vessant. Només prop del Mississipi el clima assegura pluges abundants a l'hivern, les quals no arriben a notar-se en el règim del riu.
| Els 10 afluents més llargs del riu Missouri | Els 10 afluents més llargs del riu Missouri | Els 10 afluents més llargs del riu Missouri | Els 10 afluents més llargs del riu Missouri | Els 10 afluents més llargs del riu Missouri |
| Afluent                                     | Riba                                        | Longitud (km)                               | Superfície de la conca (km²)                | Cabal mitjà (m³/s)                          |
| ------------------------------------------- | ------------------------------------------- | ------------------------------------------- | ------------------------------------------- | ------------------------------------------- |
| Platte                                      | Dreta                                       | 1.708                                       | 219.900                                     | 199                                         |
| Kansas                                      | Dreta                                       | 1.205                                       | 154.000                                     | 209                                         |
| Milk                                        | Esquerra                                    | 1.170                                       | 39.600                                      | 17,5                                        |
| James                                       | Esquerra                                    | 1.140                                       | 55.700                                      | 18,3                                        |
| Yellowstone                                 | Dreta                                       | 1.130                                       | 180.000                                     | 391                                         |
| White                                       | Dreta                                       | 933                                         | 26.420                                      | 16,1                                        |
| Niobrara                                    | Dreta                                       | 914                                         | 36.000                                      | 48,7                                        |
| Little Missouri                             | Dreta                                       | 900                                         | 24.700                                      | 15,1                                        |
| Osage                                       | Dreta                                       | 793                                         | 38.300                                      | 339                                         |
| Big Sioux                                   | Esquerra                                    | 674                                         | 20.800                                      | 37,4                                        |

## Poblament

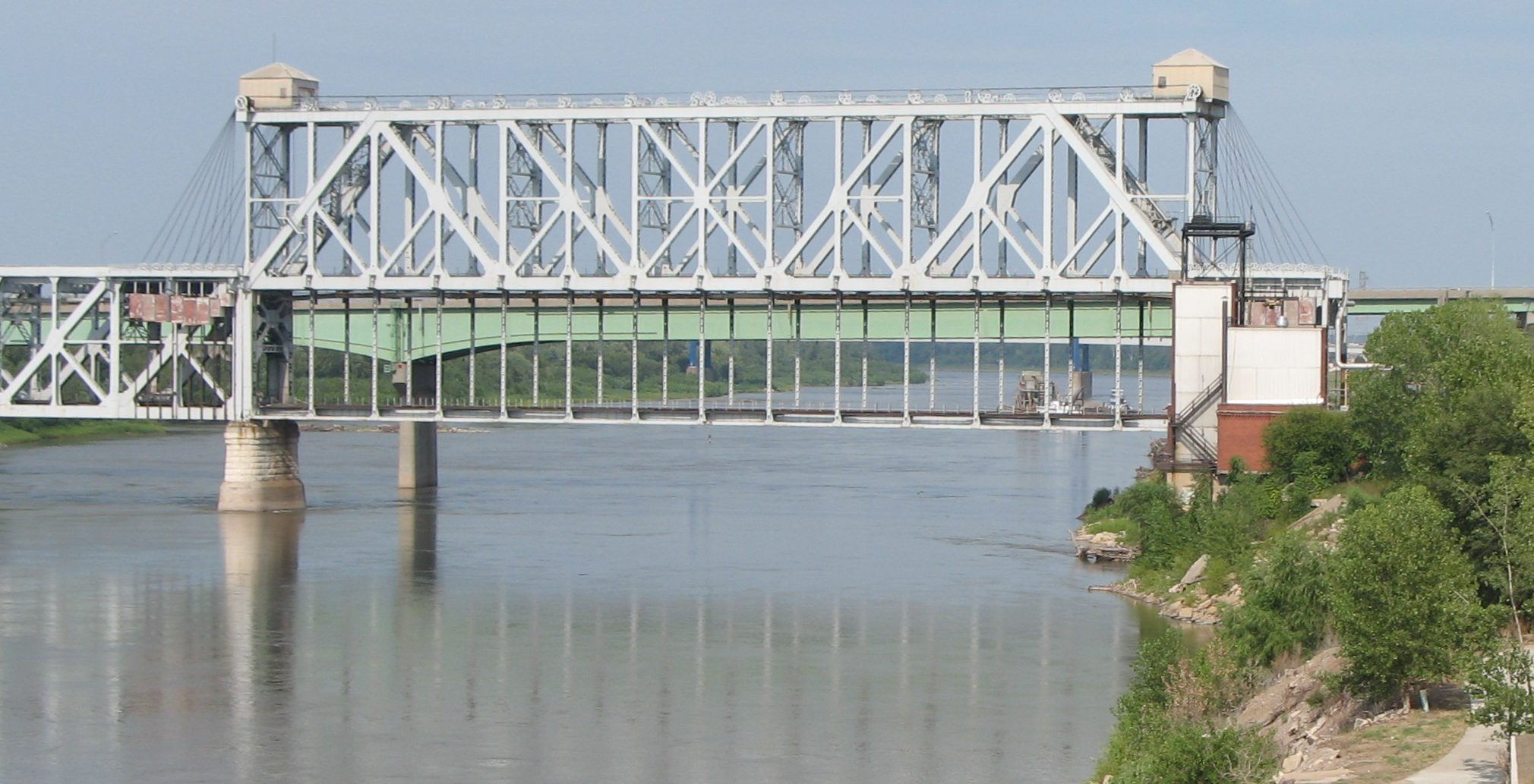
El pont ASB sobre el riu Missouri a Kansas City

Durant mil·lennis, els pobladors han depès del riu Missouri i dels seus tributaris com a mitjà de vida i de transport. Més de 10 grans grups de pobles indígenes d'Amèrica poblaven la conca hidrogràfica, com ara els blackfoot, els hidatses i els crow. La majoria eren nòmades i depenien dels ramats de bisons que es movien per les Grans Planes.
Els primers europeus van arribar al Missouri a finals del segle xvii. La desembocadura va ser descoberta pels exploradors Jacques Marquette i Louis Jolliet el 1673, quan baixaven en canoa pel Mississipi. A principis del segle xviii els comerciants de pells francesos van començar a navegar-hi aigües amunt. Després de la compra de Louisiana per part dels Estats Units a França, es va portar a terme la primera exploració completa del riu el 1804-05 durant l'expedició de Lewis i Clark.
El riu Missouri va ser una de les principals rutes de l'expansió cap a l'oest dels Estats Units durant el segle xix, impulsada en bona part gràcies a l'auge del comerç de pells. Els pioners es van dirigir en massa cap a l'oest els anys 1830, primer per terra i després amb els vaixells de vapor de l'American Fur Company que van entrar en servei al llarg del riu. Els pobladors van ocupar les terres dels pobles indígenes, tot provocant algunes de les guerres més duradores i violentes contra aquests pobles de la història estatunidenca. El tràfic fluvial amb els vaixells de vapor va assolir el seu màxim el 1858, però va començar a declinar l'any següent amb la construcció del ferrocarril entre Hannibal (Missouri) i Saint Joseph (Missouri).
Actualment, al llarg del riu Missouri hi ha les següents reserves índies: Fort Peck (Montana), Fort Berthold (Dakota del Nord), Cheyenne River, Crow Creek i Yankton (Dakota del Sud) i Santee Sioux i Omaha (Nebraska).

## Economia
La conca del riu Missouri és essencialment rural, agrícola i ramadera. Més o menys una quarta part del sòl agrícola dels Estats Units es troba en aquesta conca, la qual proveeix més d'una tercera part del blat, lli, ordi i civada del país. Durant el segle xx s'hi va desenvolupar el regadiu, el control d'inundacions i la generació d'energia hidroelèctrica. Alguns meandres es van tallar i el riu es va canalitzar per tal de millorar-ne la navegació, tot reduint així la seva longitud en més de 300 km. Al llarg del curs principal hi ha quinze preses, i més d'un centenar als rius tributaris. Les preses que originen els embassaments més grans són les de Fort Peck (prop de Glasgow, Montana), Garrison (Dakota del Nord) i Oahe (prop de Pierre, Dakota del Sud).
| Els principals embassaments del riu Missouri | Els principals embassaments del riu Missouri | Els principals embassaments del riu Missouri | Els principals embassaments del riu Missouri |
| Presa                                        | Estat                                        | Capacitat (hm³)                              | Superfície (ha)                              |
| -------------------------------------------- | -------------------------------------------- | -------------------------------------------- | -------------------------------------------- |
| Garrison                                     | Dakota del Nord                              | 29.383                                       | 154.600                                      |
| Oahe                                         | Dakota del Sud                               | 28.539                                       | 151.000                                      |
| Fort Peck                                    | Montana                                      | 22.774                                       | 98.000                                       |

## Medi natural

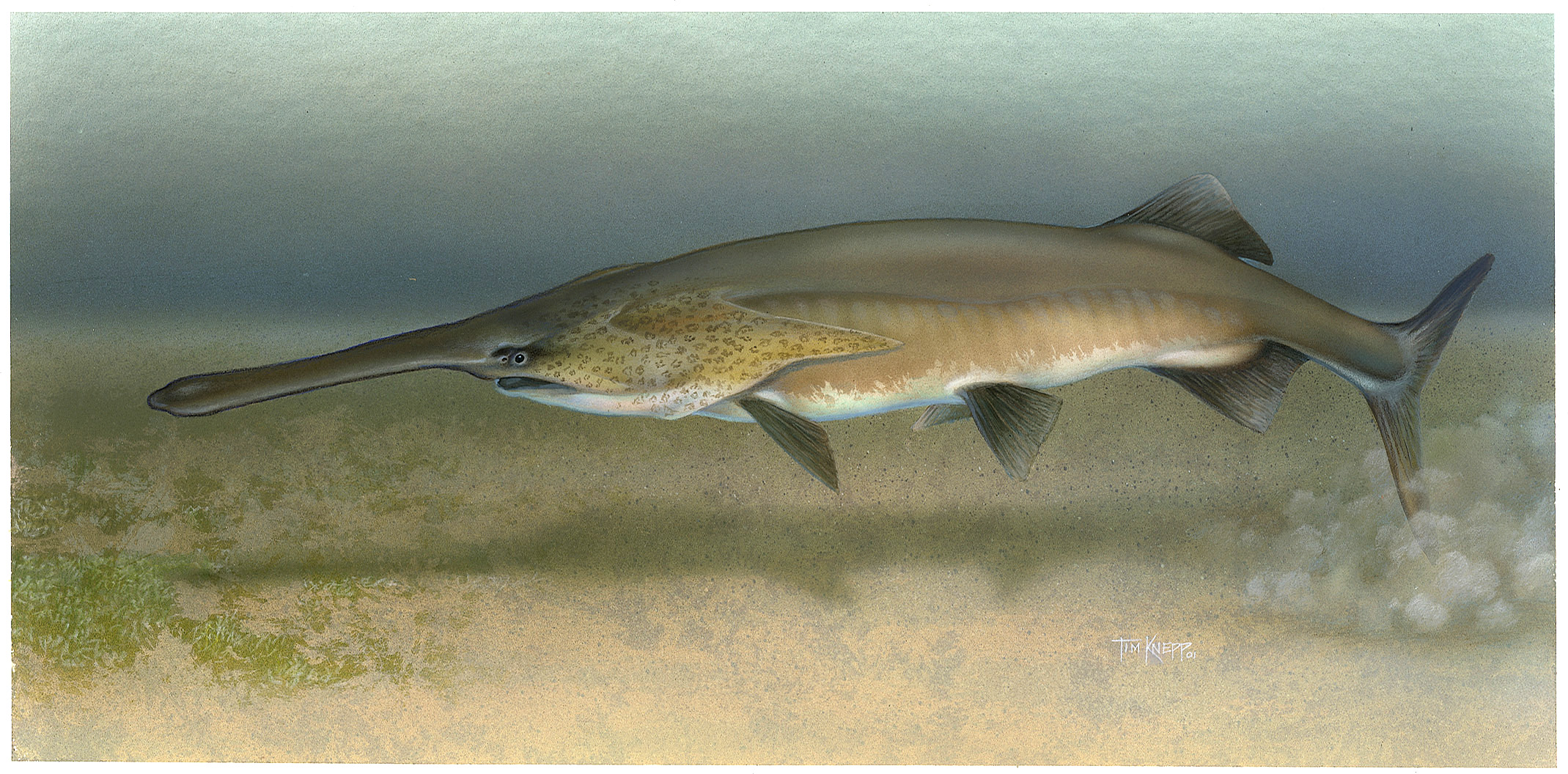
El peix espàtula

Al riu Missouri es poden trobar algunes espècies animals autòctones, com ara el peix espàtula o l'esturió pàl·lid, d'entre les 150 espècies de peixos de tota la conca. D'aus n'hi ha unes 300 espècies i de mamífers destaquen els uapitís, els cérvols de cua blanca i els cérvols mul. Fins i tot s'ha observat ocasionalment l'ós grizzly prop de Fort Benton (Montana). La vall del baix Missouri és actualment una regió agrícola i industrial, de manera que el gran desenvolupament ha afectat la vida salvatge i les poblacions de peixos, així com la qualitat de l'aigua.